# Julien Lucas
Julien Lucas (Les Lilas, 28 gennaio 1976) è un attore e doppiatore francese.

## Filmografia (parziale)

### Cinema
- Resistance - regia di Todd Komarnicki (2003)
- France Boutique - regia di Tonie Marshall (2003)
- Bye Bye Blondie - regia di Virginie Despentes (2012)
- La gelosia (La jalousie) - regia di Philippe Garrel (2013)
- Les Amants réguliers - regia di Philippe Garrel (2015)
- Il medico di campagna (Médecin de campagne)  - regia di Thomas Lilti (2016)
- L'affido - Una storia di violenza (Jusqu'à la garde) - regia di Xavier Legrand (2017)

### Televisione
- Nuit noire, 17 octobre 1961 - film TV - regia di Alain Tasma (2005)
- Accusé Mendès France - serie TV (2011)
- Les Beaux Mecs - serie TV (2011)
- Les Sauvages - serie TV (2019)

## Doppiaggio

### Film
- Matthias Schoenaerts in The Danish Girl, Le nostre anime di notte, Red Sparrow
- Justin Bieber in Zoolander 2

### Serie televisive
- Harry Lloyd in Doctor Who
- Richard Madden in I Medici
- Rami Malek in Mr. Robot
- Manny Montana in Conviction
- Ji Soo in My First First Love

### Serie televisive d'animazione
- Caesar Zeppeli in Le bizzarre avventure di JoJo: Battle Tendency

## Doppiatori italiani
Nelle versioni in italiano delle opere in cui ha recitato, Julien Lucas è stato doppiato da:
- Mimmo Strati in L'affido - Una storia di violenza